# Готфрід (віцегерцог Нижньої Лотарингії)
Готфрід I (нім. Gottfried I.; між 925 та 935–964) — віцегерцог (маркграф) Нижньої Лотарингії в 959—964 роках.

## Життєпис
Походив зі впливового роду Матфридінгів. Старший син Готфріда, пфальцграфа Лотарингії, та Ірментруди, доньки Карла III, короля Західнофранкського королівства. Народився, за різними версіями, приблизно між 935 та 935 роками або між 940 і 945 роками.
Перша письмова згадка відноситься до 940 року. Після смерті батька, що сталася десь після 949 року, стає графом Юліхгау.
У 958 році брав участь у придушенні заколоту Реньє III, графа Ено. На дяку за це отримав конфісковане графство Ено. 959 року призначено віцегерцогом (за іншими відомостями маркграфом) Нижньої Лотарингії. Сприяв придушенню повстання лотаринзької знаті проти Бруно I, герцога Лотарингії. Через те, що останнього часто називали ерцгерцог, то прийнято вважати, що Готфрід мав титул герцога, але це не так.
962 року стає графом Гілгау. 963 року долучився до війська короля Оттона I, що рушив до Італії. Під час походу помер 964 року під час якоїсь епідемії в Римі. Після цього на посаду віцегерцога нікого не було призначено через смерть у 965 році Бруно I, а потім управління Нижньою Лотарингією безпосередньо взяв на себе Оттон I. Лише 968 року новим віцегерцогом було призначено Ріхара.

## Родина
Дружина — Альпайда.
Діти:
- Готфрід (д/н—981)